# Ken Salazar
Kenneth Lee (Ken) Salazar (Alamosa (Colorado), 2 maart 1955) is een Amerikaans Democratisch politicus. Tot begin 2009 was hij senator voor Colorado tot 2013 was hij minister van Binnenlandse Zaken.

## Levensloop
Salazar is van Hispaanse afkomst. Hij studeerde aan het Colorado College, en behaalde daar in 1977 een bachelor in de politicologie, en in 1981 aan de University of Michigan een graad in de rechten. Na zijn afstuderen begon Salazar een eigen advocatenbureau. In 1986 ging hij werken voor Roy Romer, de gouverneur van Colorado, en in 1990 werd hij benoemd in zijn kabinet als hoofd van de natuurreservaten van de staat Colorado.
In 1994 werd Salazar weer advocaat, maar in 1998 werd hij gekozen als de procureur-generaal van de staat Colorado. In 2005 werd hij gekozen in de senaat. Samen met hem werd zijn oudere broer John Salazar gekozen als lid van het Huis van Afgevaardigden.
Salazar is getrouwd en heeft twee dochters. Het gezin is rooms-katholiek.

### Senator
Salazar raakte al snel in opspraak binnen zijn partij, omdat hij de nieuwe (Republikeinse) minister van Justitie Alberto Gonzales vergezelde bij de hoorzittingen voorafgaand aan diens benoeming.
Op 23 mei 2005 was Salazar een van de veertien senatoren, ook bekend als de Bende van 14, die een compromis sloten over het gebruik van een filibuster bij gerechtelijke benoemingen. De Democratische senatoren John Kerry en Edward Kennedy probeerden een stemming over de benoeming van een aantal rechters, voor onder andere het Hooggerechtshof, te voorkomen door een filibuster in te zetten. Deze procedurele zet vereist 41 stemmen tegen het sluiten van het debat en wordt vaak ingezet om te voorkomen dat een wet waarvoor er wel een gewone meerderheid is, te blokkeren. De Republikeinen hadden echter al in mei gedreigd om de nuclear option in te zetten, waardoor ze de Democraten de mogelijkheid zouden ontnemen om de filibuster in te zetten.
In augustus 2006 kreeg Salazar weer kritiek, omdat hij de (voormalige) Democratische senator Joe Lieberman bleef steunen bij zijn campagne in zijn strijd om een zetel in de senaat. Lieberman had de Democratische voorverkiezingen verloren, maar ging toch verder als onafhankelijke kandidaat, en werd uiteindelijk herkozen.

### Minister van Binnenlandse Zaken
Salazar maakte deel uit van het eerste kabinet-Obama en bekleedde daarin de functie van minister van Binnenlandse Zaken. Milieuactivisten waren vooraf enigszins bezorgd vanwege Salazars stellingname als het ging op het boren naar olie in natuurgebieden. Die vrees kwam echter niet uit. Zo bracht Salazar december 2010 namens de Amerikaanse regering naar buiten dat een eerder besluit om olie te in de Atlantische Ocean en het oostelijke deel van de Golf van Mexico teruggedraaid werd. Dit besluit werd mede ingegeven door de olieramp in de Golf van Mexico eerder dan jaar. Direct na deze ramp had hij al een moratorium ingesteld van zes maanden naar het boren van olie op zee. In maart 2013 kondigde hij zijn vertrek aan. Salazars opvolgster was Sally Jewell.
- Gemeinsame Normdatei: 1178153177
- International Standard Name Identifier: 0000 0000 4570 212X
- Library of Congress Control Number: n2001094517
- SNAC: w6s18z6m
- Biographical Directory of the United States Congress: S001163
- Virtual International Authority File: 19031959
- WorldCat: E39PBJgRWJqHpwgY7xghxJXjmd